# Pingelly Shire
Koordinaten: 32° 32′ S, 117° 5′ O

Das Shire of Pingelly ist ein lokales Verwaltungsgebiet (LGA) im australischen Bundesstaat Western Australia. Das Gebiet ist 1295 km² groß und hat etwa 1050 Einwohner (2021).
Pingelly liegt im westaustralischen „Weizengürtel“ im Südwesten des Staats etwa 130 Kilometer südöstlich der Hauptstadt Perth. Das Shire besteht aus drei Teilen: Pingelly, East Pingelly und West Pingelly. Der Sitz des Shire Councils befindet sich in der Ortschaft Pingelly, wo etwa 720 Einwohner leben (2021).

## Verwaltung
Der Pingelly Council hat sechs Mitglieder. Sie werden von allen Bewohnern der LGA gewählt. Pingelly ist nicht in Bezirke unterteilt. Aus dem Kreis der Councillor rekrutiert sich auch der Ratsvorsitzende und Shire President.